# Wichowo (Kętrzyn)
Wichowo (deutsch Wilhelmshöhe) war ein Ort in der polnischen Woiwodschaft Ermland-Masuren. Seine Ortsstelle liegt im Gebiet der Stadt Kętrzyn (deutsch Rastenburg) im Powiat Kętrzyński (Kreis Rastenburg).

## Geographische Lage
Die Ortsstelle von Wichowo liegt in der nördlichen Mitte der Woiwodschaft Ermland-Masuren, 1,5 Kilometer nordwestlich des Zentrums der Stadt Kętrzyn.

## Geschichte
Wilhelmshöhe gehörte zur ostpreußischen Stadt Rastenburg. Als ein mittlerer Hof wurde der Ort 1853 gegründet und war bis 1945 ein Wohnplatz innerhalb der Stadt Rastenburg. Im Jahre 1905 zählte Wilhelmshöhe 23 Einwohner.
Mit der Abtretung des gesamten südlichen Ostpreußen 1945 an Polen erhielt Wilhelmshöhe die polnische Namensform „Wichowo“. Der Ortsname wird heute nicht mehr verwendet und der Ort gilt als im Stadtgebiet Kętrzyn untergegangen.

## Kirche
Bis 1945 war Wilhelmshöhe sowohl evangelischerseits als auch römisch-katholischerseits in die Stadtpfarreien Rastenburg eingegliedert. Sie gehörten zur Kirchenprovinz Ostpreußen der Kirche der Altpreußischen Union bzw. zum Bistum Ermland.

## Verkehr
Zur Ortsstelle Wichowo führt die ul. Górna, die von der Woiwodschaftsstraße 592 (frühere Reichsstraße 135) im Stadtgebiet in nördlicher Richtung abzweigt und an der Ortsstelle endet.